# Eduardo Koaik
Eduardo Koaik (* 21. August 1926 in Manaus, Bundesstaat Amazonas Brasilien; † 25. August 2012 in Piracicaba, Bundesstaat São Paulo) war römisch-katholischer Bischof von Piracicaba.

## Leben
Eduardo Koaik, Sohn von Miled José Koaik und Helena Elias Koaik, studierte Philosophie am Priesterseminar in Rio de Janeiro (Seminário Arquidiocesano do Rio de Janeiro) und Theologie an der Päpstlichen Universität Gregoriana in Rom, wo er am 8. April 1950 die Priesterweihe empfing. Er wurde Professor für Fundamentaltheologie und geistlicher Leiter des Priesterseminars in Rio de Janeiro. Zudem hatte er Ämter im Ordinariat des Erzbistums São Sebastião do Rio de Janeiro inne, engagierte sich für Jugendbewegungen und war Generalvikar.
Papst Paul VI. ernannte ihn am 22. Oktober 1973 zum Titularbischof von Noba und zum Weihbischof in São Sebastião do Rio de Janeiro. Der Erzbischof von Rio de Janeiro, Eugênio Kardinal de Araújo Sales, spendete ihm am 6. Januar 1974 die Bischofsweihe; Mitkonsekratoren waren José Alberto Lopes de Castro Pinto, Weihbischof in São Sebastião do Rio de Janeiro, und Waldyr Calheiros Novaes de Novais, Bischof von Barra do Piraí-Volta Redonda. Sein bischöflicher Wahlspruch lautete Construir na caridade („In der Liebe aufbauen“).
Am 30. November 1979 wurde er durch Papst Johannes Paul II. zum Koadjutorbischof sede plena von Piracicaba ernannt und nach dem Rücktritt Aniger de Francisco de Maria Melillos am 11. Januar 1984 folgte er diesem im Amt als Bischof von Piracicaba nach. Er baute Seminare mit theologischem und philosophischem Propädeutikum auf, weihte 34 Diözesanpriester und 33 ständige Diakone, gründete 17 neue Pfarreien, fünf zukünftige Pfarreien und zwei Marienheiligtümer.
Von 1979 bis 1983 war er Präsident der brasilianischen Caritas. Er war Mitglied der Kommission für die Pastoral, verantwortlich für die Medien, später für die Laien sowie Mitglied der Kommission, die die Katholische Charismatische Erneuerung (Renovação Carismática Católica (RCC)) einleitete. Er war Mitglied der Kommission der Konferenz der lateinamerikanischen Bischöfe (CELAM). Koaik war von 1991 bis 1995 Präsident der Regional Sul - 1, der die Erzdiözesen und Diözesen des Staates São Paulo in der brasilianischen Bischofskonferenz (Conferência Nacional dos Bispos do Brasil, CNBB) vertritt.
Am 15. Mai 2002 nahm Johannes Paul II. sein aus Altersgründen vorgebrachtes Rücktrittsgesuch an. Koaik starb im August 2012 an den Folgen eines Krebsleidens.